# Normandos

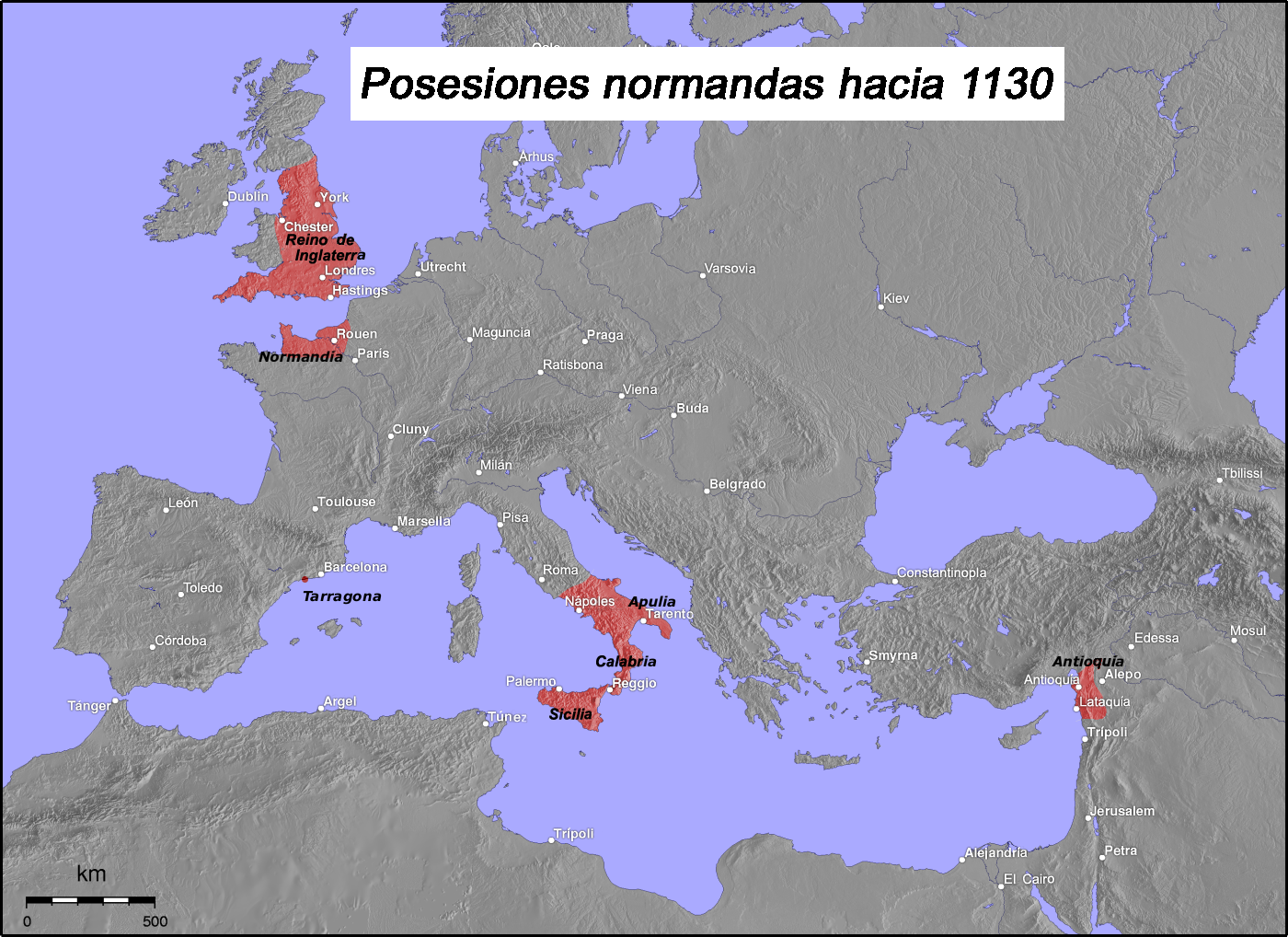
Territorios en posesión de los normandos en el.

Los normandos (literalmente "hombres del norte") fueron conquistadores vikingos originarios de Escandinavia, principalmente daneses, que ocuparon el noroeste de Francia en la segunda mitad del siglo IX. Bajo el liderazgo de Hrolf Ganger, que adoptó el nombre francés Rollo o Rollón, juraron lealtad al rey Carlos III de Francia y recibieron de él lo que posteriormente fue el Ducado de Normandía, en la actual región de Normandía.
De su cultura originaria, las sagas nórdicas ofrecen amplia información: profesaban una religión pagana con numerosos seres sobrenaturales (de esto hay noticias en las Eddas), conocían la escritura rúnica, estaban organizados en clanes familiares y tenían una agricultura y ganadería básica basada en la autarquía; sin embargo, eran expertos navegantes y construyeron barcos ligeros y resistentes. No obstante, las crónicas contemporáneas no mencionan estructuras sociales escandinavas como el thing (asambleas de hombres libres) o hundreds en suelo normando, sino una estructura típicamente feudal, inexistente en Dinamarca y el Danelaw de Inglaterra.
En parte de la antigua Neustria, los normandos fueron gradualmente adoptando el cristianismo, la cultura y el idioma francés y crearon una identidad cultural que juntaba a las culturas de sus antepasados escandinavos y de los nativos locales, todo bajo la soberanía del reino de Francia. Así, conformaron un ducado muy poderoso con características propias, como por ejemplo la gran habilidad marítima.
Al expandirse más allá de Normandía tuvieron un papel importante en la Europa medieval: un grupo de aventureros normandos se estableció por conquista en el reino de Sicilia, en el sur de Italia, y una expedición orquestada por el duque Guillermo llevó a la conquista normanda de Inglaterra. A partir de estos dos nuevos centros de poder, la influencia normanda se extendió a la totalidad de las islas británicas y a los estados cruzados de Oriente Medio.
Las causas de sus migraciones fueron múltiples: búsqueda de sitios mejores, fuga o expulsión de tribus vencidas en luchas internas, afanes comerciales, espíritu de aventura y afán de conquista, entre otras.

## Los estados normandos
Los normandos conquistaron gran parte de Inglaterra, el noroeste de Francia conocido como Normandía y ciertas regiones del sur de Italia. Sin embargo, su cultura se fue perdiendo fruto del sincretismo y el mestizaje con la población local francesa e inglesa y por la efímera influencia en el caso de Sicilia y el sur de Italia. 
Sin embargo, aún nos queda su arte y sus monumentos, y en Normandía aún sobrevive parte de su identidad cultural. En las islas del canal de La Mancha muchos de sus habitantes se consideran normandos pese a que muchas de ellas pertenecen al Reino Unido, conservan su lengua normanda francesa y reclaman cierta autonomía debido a su cultura similar en importancia a la galesa, la inglesa, la escocesa y la irlandesa. Popularmente, la reina del Reino Unido aún se conoce como la duquesa, en virtud del título que los soberanos ingleses tuvieron antaño sobre Normandía.

## Los normandos en Inglaterra
La conquista normanda de Inglaterra fue la invasión y ocupación de Inglaterra en el siglo XI por un ejército formado por normandos, bretones, flamencos y franceses liderado por el duque Guillermo II de Normandía, quien luego fue conocido como Guillermo el Conquistador (r. 1066-1087, en Inglaterra).
Guillermo reclamaba el trono inglés amparándose en su parentesco con el rey anglosajón Eduardo el Confesor, que no tenía descendencia, circunstancia que alentó las esperanzas del normando de conseguir su entronización. Eduardo murió en enero de 1066 y le sucedió su cuñado Haroldo Godwinson. El rey Harald III de Noruega invadió el norte de Inglaterra en septiembre de 1066 y consiguió una victoria en la batalla de Fulford, pero le derrotó Haroldo en la batalla de Stamford Bridge el 25 de septiembre de ese año. Guillermo ya había desembarcado en el sur de Inglaterra y Haroldo marchó rápidamente hacia allí para hacerle frente, aunque dejando a gran parte de su ejército en el norte. El 14 de octubre de 1066 ambos ejércitos se enfrentaron en la batalla de Hastings, que se saldó con la victoria de Guillermo y la muerte en combate de Haroldo.
Aunque Guillermo eliminó a su principal rival, los normandos eran poco numerosos y todavía tuvo que enfrentarse a numerosas rebeliones en los años siguientes, a una invasión danesa y a un ataque de los escoceses, por lo que hasta 1072 no pudo afianzarse en el trono. Se confiscaron las tierras de los aristócratas ingleses que se resistieron mientras que algunos de ellos marcharon al exilio. Con el fin de controlar el reino, Guillermo entregó tierras a sus siervos al convertir en feudos las tierras confiscadas, para imponer su autoridad, y construyó fortalezas y castillos por todo el país. Guillermo nombró obispos y abades normandos e introdujo cambios en la corte. En la corte se hablaba francés, lo que influyó en el desarrollo del vocabulario y la sintaxis del inglés. Otros cambios afectaron a las clases agrícolas y a la vida rural, donde el mayor impacto parece que se produjo por la eliminación formal de la esclavitud, lo cual pudo tener relación o no con la invasión. Hubo pequeñas alteraciones en la estructura de gobierno, pues los normandos asumieron muchas de las formas de la anterior administración anglosajona y con ellos el feudalismo alcanzó su máximo apogeo. Guillermo murió en 1087 durante la batalla contra Felipe I de Francia por la conquista de la ciudad de Nantes.
A la muerte de Guillermo, sus hijos Roberto y Guillermo II el Rojo (r. 1087-1100) heredaron Normandía e Inglaterra, respectivamente. Entre 1087-1096 se sucedieron revueltas de los nobles que deseaban unir ambos reinos. En 1096, Roberto acudió al llamamiento de Urbano II a la cruzada, financiado por Guillermo II con prenda de Normandía. A la muerte de Guillermo II, se coronó rey su hermano menor Enrique I (r. 1100-1135), quien tuvo que firmar una «Carta» prometiendo respeto a los bienes de los nobles y la Iglesia. Roberto regresó de las Cruzadas e invadió Inglaterra en 1101 reclamando el reino. Los hermanos llegaron a un acuerdo, pero la inestabilidad continuó hasta que Enrique I venció en la batalla de Tinchebray (1106) y se hizo con Normandía. Enrique se enfrentó con el papa Pascual II y la reforma gregoriana, que deseaba liberar a la Iglesia del control seglar. La defensa de Normandía exigió una subida de impuestos en Inglaterra y se organizó un sistema de control de la recaudación. La única sucesión legítima de Enrique era su hija Matilde, a quien casó con Godofredo V de Anjou, hijo del hasta entonces su enemigo Fulco V de Anjou. A la muerte de Enrique I fue coronado rey su sobrino Esteban de Blois (r. 1135-1154). Esteban fue derrotado por galeses y escoceses y tuvo que hacer frente a luchas internas que arruinaron Inglaterra; entre ellas, un enfrentamiento con los obispos. Mientras, Godofredo de Anjou conquistaba Normandía. El hijo de Godofredo, Enrique, controló Normandía, Anjou, Maine y Touraine y después de su matrimonio en 1152 con Leonor de Aquitania, Gascuña y Aquitania. En 1153 Esteban acordó con Enrique que este le sucedería. Así pues, Enrique II de Inglaterra fue el primer monarca angevino de la casa de Plantagenet.

## Los normandos en Irlanda
El período medieval tardío en Irlanda estuvo marcado por la Invasión normanda de la isla en 1171. El país había vívido previamente en un estado de guerra intermitente entre reinos provinciales que se disputaban el título de Rey Supremo, por aquel entonces en poder de Rory O'Connor, rey de Connacht. Esta situación fue transformada por la intervención de los mercenarios normandos y después por Enrique II de Inglaterra. Tras conquistar Inglaterra, los normandos dirigieron su atención hacia la isla de Irlanda, la cual convirtieron en señorío propiedad del rey de Inglaterra y conquistaron gran parte de sus tierras. De cualquier modo, con el tiempo, el control inglés se redujo a una pequeña zona de los alrededores de Dublín llamada La Empalizada. Los señores hiberno-normandos se habían integrado completamente en la sociedad gaélica irlandesa.

## Los normandos en Italia
Llegados desde Normandía como mercenarios, los normandos combatieron durante las guerras entre los príncipes locales y los bizantinos. Con el tiempo, los feudos que recibieron en pago se volvieron más poderosos que la nobleza local, a la que terminaron conquistando, previa expulsión de los bizantinos. En Sicilia combatieron en nombre del catolicismo y conquistaron el Emirato aglabí establecido por los musulmanes. Finalmente, bajo Rogelio II de Sicilia, los diversos estados normandos en el sur de la península itálica quedaron unidos en el Reino de Sicilia. El Reino de Sicilia se caracterizó así por poblaciones normandas, bizantinas, griegas, árabes, lombardas y sicilianas "nativas" que vivían en armonía, y sus gobernantes normandos fomentaron planes para establecer un imperio que habría abarcado el Egipto fatimí así como los estados cruzados en el Levante. Uno de los grandes tratados geográficos de la Edad Media, la "Tabula Rogeriana", fue escrito por Al-Idrisi para el rey Roger II de Sicilia y se tituló "Kitab Ruyar" ("El libro de Roger").

## Los normandos en la península ibérica
La incursión de los normandos paganos o vikingos en la península ibérica comenzó a mediados del siglo IX con unos primeros tanteos de correrías y saqueos a lo largo de la costa cantábrica. Su intención era apoderarse de algunos puertos que serían el punto de partida fácil para la conquista de Galicia que a su vez suponía para ellos una base avanzada e imprescindible para sus futuras operaciones. A continuación avanzaron hacia Lisboa donde los comandantes de Abderramán II no pudieron impedir la incursión. Los musulmanes no estaban preparados para este tipo de ataques marítimos porque hasta esa fecha habían luchado tan solo por el Mediterráneo. Sin embargo, los normandos no eran buenos combatientes por tierra pues carecían de caballerías y confiscaban pocas para ser suficiente apoyo de choque o alas, y fueron derrotados por Abderramán II en la batalla de Tablada al sur de Sevilla. Los supervivientes que escaparon bajaron con sus barcos por el río Guadalquivir, huyeron otra vez hacia Lisboa e hicieron incursiones y pillajes a lo largo de la costa atlántica. Algunos normandos que no consiguieron escapar fueron hechos prisioneros y forzados a servir en las tropas del emir, y se establecieron según las fuentes andalusíes sobre la sierra no muy lejos de Sevilla, de donde uno de los productos queseros que hacían al estilo escandinavo de ellos, se hizo muy popular en los mercados del Emirato. Después de su asentamiento en Normandía en el 911, allí adoptaron el cristianismo, se mezclaron con la clase dirigente franca allí existente y se convirtieron en un grupo algo distinto de sus antepasados escandinavos.
Desde las hazañas de Rogelio de Tosny y Roberto Crispín los normandos cristianos del norte de Francia empiezan también a aparecer en las guerras peninsulares atraídos por la riqueza de los reinos musulmanes. Con la equiparación de las guerras peninsulares con las cruzadas orientales comenzada desde el pontificado de Calisto II, caballeros normandos dirigido por Rotrón de Perche y Roberto Burdet, empiezan a aparecer de nuevo en las guerras de reconquista ahora como cruzados invitados por Alfonso I (el batallador) de Aragón. En el caso de Roberto Burdet, este es invitado por el arzobispo Olegario de Tarragona en 1129, para que se convierta en príncipe soberano de la ciudad arzobispal y su territorio. Este normando logra por un periodo de veinte años gobernar esta ciudad, hasta que comienza a ser un obstáculo para el conde de Barcelona y sus descendientes son expulsados del territorio. Los normando-franceses y sus descendientes anglo-normandos también participan durante la segunda cruzada en las conquistas de Lisboa y Tortosa, en donde son remunerados con tierras en estas ciudades. Luego durante la tercera cruzada, también participan en la conquista efímera de Silves y la defensa de Santarém y Torres Novas en Portugal.

## Los majus (los normandos en relación con los musulmanes de Al-Ándalus)
Majus es la palabra árabe que designa a los "nórdicos" y lo dieron principalmente a los normandos que atacaron a Al-Ándalus.
El primer ataque tuvo lugar el 20 de agosto de 844, por medio de 54 grandes barcos (drakkars noruegos de 28,8 metros de largo y 5,10 de ancho, 16 remos y 70 tripulantes) y otros 50 barcos más pequeños; entraron por el estuario del Tajo y empezaron una batalla con los defensores de la zona. Trece días después se reembarcaron hacia el sur. El gobernador de Lisboa Wahbi-Allah ibn Hazm alertó al emir omeya. Poco después desembarcaban en el distrito de Siduna (Sidonia) y ocupaban Cádiz. El grueso de la flota remontó el Guadalquivir y se detuvo en una isla a unos 20 km de Ishbiliya (Sevilla). Los normandos desembarcaron en la ciudad que no tenía defensa (y de la que los habitantes ya habían huido) y mataron a los que quedaban (las mujeres y niños fueron hechos prisioneros); durante siete días fue saqueada Sevilla. Abderramán II envió tropas contra los atacantes que les causaron severas pérdidas en la batalla decisiva el 11 de noviembre de 844, al sur de la ciudad; más de un millar de normandos murieron y 400 fueron hechos prisioneros (y luego ejecutados) y el resto reembarcaron y dejaron 30 barcos que fueron quemados. Después de probar de desembarcar en Niebla y en Algarve, hicieron rumbo al norte hacia Aquitania. Un grupo desembarcó en Arcila, a 50 km de Tánger.
Una segunda incursión se produjo en 858 con 62 barcos. La flota de vigilancia capturó dos barcos pero el resto pudo llegar al Guadalquivir. Sin embargo, al saber que se acercaba un ejército reembarcaron hacia Algeciras, que ocuparon e incendiaron la gran mezquita. Pronto se tuvieron que retirar y siguieron por la costa hacia el sureste de Al-Ándalus, en la llamada cora de Tudmir, llegaron hasta Orihuela (Uriyula), que fue atacada, y siguieron luego hacia Francia (Ifranj) donde pasaron el invierno en La Camarga, mientras otro grupo de barcos hizo ruta hacia Marruecos, donde capturaron Nakura, que saquearon durante 8 días; todos los que estaban en la ciudad fueron hechos prisioneros incluyendo miembros de la familia de príncipes local que luego rescató el emir de Córdoba. La fecha de este ataque es incierta pero sería entre 859 y 862. La flota que regresaba de la Camarga fue atacada por los cordobeses que capturaron dos barcos, el resto se unió a una flota normanda que había atacado las Baleares, no está claro si algunos barcos pequeños subieron por el Ebro o bien fueron otros barcos que bajaron por Bidasoa, pero se sabe que los normandos llegaron a Pamplona en 859 e hicieron prisionero al rey de los vascones Gharsiya ibn Wannako (conocido como  García Ennec) que tuvo que pagar 70 000 piezas de oro por el rescate. Esta incursión habría durado hasta el 861. Luego los normandos no volvieron a atacar al-Ándalus en un siglo.
El 23 de junio de 966 se avistó una flota de 28 barcos majus en Alcácer do Sal (Al-Qasr Abi-Danis) a 94 km al sur de Lisboa. Desembarcaron y asolaron la proximidad de Lisboa pero las tropas del califa los atacaron y los derrotaron. La flota de Sevilla encontró a los majus en la desembocadura de Silves, inutilizó algunos barcos normandos y liberó a muchos prisioneros musulmanes. Finalmente reembarcaron, pero el mismo año se construyeron nuevos barcos por si volvían. 
A finales de 971 atacaron la región de Almería pero pudieron ser rechazados por la flota cordobesa. 
En junio de 974 se informó de movimientos normandos en las costas del Guadalquivir pero no hubo ningún desembarco. Estos normandos son mencionados como al-majus al-urdumaniyyun (literalmente los nórdicos normandos) que serían normandos venidos de Normandía donde se habían establecido después de 911 y se habían convertido en cristianos, pero donde habían llegado normandos paganos daneses en 960 para ayudar al duque Ricardo I de Normandía contra el conde Teobaldo I de Blois. Una vez ajustada la paz entre el duque y el conde, estos normandos eran molestos y quizás se les envió al sur a territorio musulmán antes de regresar a su país. En 970 estaban en Galicia donde ocuparon Santiago de Compostela que dominaron un cierto tiempo. Al urdumaniyyun es el nombre que da Ibn Idhari a los normandos que participaron en la conquista de Barbastro que eran de Normandía. Otro historiador, Ibn Abd-al-Mumin utiliza la forma ar-Rudhamanun por los normandos del ducado.
Los cordobeses llamaron también majus a los vascones no cristianos. Segundo el Muktabis de Ibn Hayyan, en una expedición cordobesa contra Pamplona en 816, se entregó en una batalla que duró trece días; murieron muchos enemigos y entre ellos Saltana, el mejor caballero de los majus que serían los vascones paganos. Sánchez Albornoz dice que el nombre correcto sería Zaldún que es típicamente vasco. Los eslavos orientales, vikingos o rusos, fueron también llamados majus o Ruso al-Majus. Los musulmanes pensaban que los majus eran adoradores del fuego como los zoroastrianos de Persia también llamados majus; esta idea seguramente derivaba de que quemaban a sus muertos, lo que les hacía suponer que adoraban al fuego con el que los quemaban.